# The Wind Cries Mary
«The Wind Cries Mary» es una canción escrita por Jimi Hendrix, lanzada como el tercer sencillo (tanto en el Reino Unido y Estados Unidos) de la banda conformada por él, Noel Redding y Mitch Mitchell, The Jimi Hendrix Experience, caracterizada por su estilo de blues rock siendo una balada.
La canción fue lanzada como sencillo, respaldado con Highway Chile en el lado B, mientras que en Estados Unidos la balada fue incluida en la versión de Are You Experienced?, país en el que fue lanzada como el lado B de Purple Haze.

## Composición

### Letras e inspiración
La composición del sencillo está basada en una discusión que tuvo con su entonces novia, Kathy Mary Etchingham, aunque si bien, según ella y Hendrix, fue en parte por ese evento, Jimi también expresó en una entrevista que la canción está basada en "más que una persona".

### Antecedentes musicales
Billy Cox, amigo de mucho tiempo de Hendrix y luego bajista, ha notado la influencia de Curtis Mayfield en la canción. Se conoce que Hendrix interpretó elementos o una versión temprana en el verano de 1966 con su banda Jimmy James and the Blue Flames en la ciudad de Nueva York.

## Grabación
El tema se grabó a principios de 1967, durante las sesiones de su sencillo Hey Joe, más específicamente el 11 de enero de 1967, gracias a Chas Chandler se sabe que se grabó después de la sesión para Fire, en palabras suyas:

Nos quedaban unos veinte minutos. Sugerí que hiciéramos un demo de "The Wind Cries Mary". Mitch Mitchell y Noel Redding no lo habían escuchado aún, así que iban a tocar sin hacer un ensayo previo. Lo tocaron una vez, aunque Hendrix sugirió sobregrabaciones. En total, se grabaron cuatro o cinco sobregrabaciones más, pero todo se hizo en veinte minutos. Ese fue nuestro tercer sencillo.
Chas Chandler